# Juno Blom
Juno Maria Petra Blom (gift Gyllander), född 8 oktober 1968 i Kvillinge församling i Norrköpings kommun i Östergötlands län, är svensk barnombudsman och före detta riksdagsledamot (liberal).

## Biografi
Juno Blom var i sin ungdom en lovande golfspelare inom Norrköpings Golfklubb.
Hon ledde under tolv år det nationella arbetet mot hedersvåld och hedersförtryck vid Länsstyrelsen i Östergötland.
I riksdagsvalet 2018 kandiderade hon till riksdagen för Liberalerna, efter att hon gått ut med att hon vill driva frågor som rör barns rätt i samhället och kampen mot hedersvåld. Hon blev vald till riksdagsledamot för Östergötlands län. Hon var partisekreterare för Liberalerna 2019–2022 och var även partiets talesperson gällande barnrättsfrågor. 
Sedan februari 2024 är hon barnombudsman.

## Familj
Blom var tidigare gift med ishockeyspelaren Conny Gyllander, med vilken hon har två barn.

## Utmärkelser
Blom tilldelades Pela och Fadime-utmärkelsen 2018  för sin kamp mot hedersrelaterat våld och förtryck (HRV).